# Константінос Георгуліс
Константінос Д. Георгуліс (грец. Κωνσταντίνος Δ. Γεωργούλης, 1924, Александрія — 24 березня 2006, Париж) — грецький хімік, історик філософії.

## Біографічні відомості
Константінос Д. Георгуліс народився в Александрії 1924 року. 1946 року переїхав у Париж на навчання. Вивчав органічну хімію в École nationale supérieure de chimie de Paris. Згодом працював науковим співробітником Національного центру наукових досліджень Франції (CNRS), звідки вийшов на пенсію 1989 року як директор з досліджень. Незважаючи на нібіто повну інтеграцію із французьким суспільством, Константінос Д. Георгуліс залишався романтично відданим Греції, часто ідеалізуючи її, навіть так і не змінив грецьке громадянство на французьке.
Працюючи в CNRS Константінос Д. Георгуліс майже весь вільний час приділяв навчанню грецьких студентів та молодих науковців, оскільки з 1962 по 2004 рік паралельно очолював Грецький Будинок науковців. Сам він жваво цікавився філософією, опублікував десятки монографій, присвячених переважно історії новогрецької філософії та філософському вченню Аристотеля.
Константінос Д. Георгуліс помер 24 березня 2006 року в Парижі, у віці 82 років, після дворічної боротьби з раком.

## Основні праці
- Ιστορία της Ελληνικής Φιλοσοφίας[2].
- Αριστοτέλους πρώτη φιλοσοφία.
- Αριστοτέλους φυσική ακρόασις.
- Φιλοσοφία της ιστορίας.
- Φιλοσοφικά μελετήματα περί θρησκείας.
- Γενική διδακτική.
- Γενική παιδαγωγική.
- Αι σύγχρονοι φιλοσοφικαί κατευθύνσεις[3].